# Miseglia
Miseglia è una frazione del comune italiano di Carrara, nella provincia di Massa-Carrara in Toscana.

## Geografia fisica

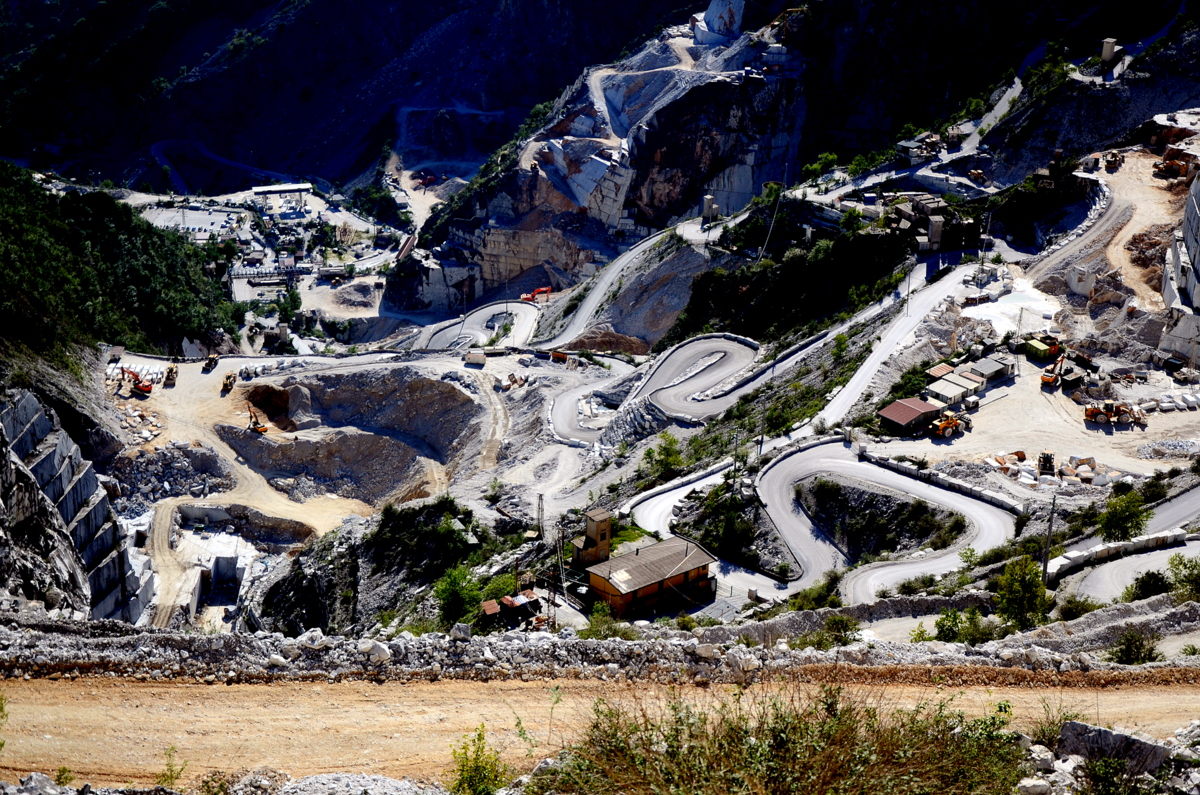
La cava di marmo di Fantiscritti

Il borgo di Miseglia è situato 2 km a nord-est della città di Carrara, sulla sponda settentrionale del torrente Carrione. Presso la frazione sono situate alcune delle principali cave dell'estrazione del marmo bianco di Carrara: queste sono le cave dei Fantiscritti, di Canalgrande e della Tagliata.
Miseglia dista poco più di 10 km da Massa, e confina a nord con Torano, a est con Colonnata, a sud con Bedizzano e ad ovest con la città di Carrara.

## Storia
La frazione di Miseglia ha origini antiche e già in epoca romana la località era legata all'estrazione e alla lavorazione del marmo ricavato nelle vicine cave di Canalgrande e Fantiscritti; quest'ultima deve il nome ad un bassorilievo romano del III secolo d.C. qui ritrovato, conservato all'Accademia di belle arti di Carrara.
Il toponimo Miseglia o Miselia è citato per la prima volta in un documento dell'archivio di San Frediano di Lucca del 1159, e poi di nuovo nel 1171, circa un affitto di due appezzamenti di proprietà della pieve di Sant'Andrea di Carrara.
La frazione contava 225 abitanti nel 1832.

## Monumenti e luoghi d'interesse

### Architetture religiose
Nel borgo è situata la chiesa di Santo Spirito, principale luogo di culto di Miseglia, che presenta un portale sormontato da un monumentale fregio in marmo. Risalente al XIV secolo, è stata rinnovata agli inizi del XVII secolo e nuovamente consacrata nel 1617. Nel 1622 è stata elevata a parrocchia.
La frazione è servita da un proprio cimitero.

### Architetture civili
Gli edifici che compongono il borgo sono caratterizzati da sculture murali e dall'uso decorativo del marmo bianco. Un palazzo sito nella piazza principale del paese presenta pregevoli arredi ed un monumentale portale marmoreo del 1707.
Presso la strada che conduce alla cava dei Fantiscritti si trovano gli imponenti tre ponti gemelli della ferrovia Marmifera, noti come ponti di Vara.

## Società

### Evoluzione demografica
Abitanti censiti

## Infrastrutture e trasporti
La frazione di Miseglia era servita dalla ferrovia Marmifera, una linea ferroviaria utilizzata per il trasporto del marmo di Carrara. La linea è stata operativa dal 1876 al 1964, e a Miseglia erano situate due stazioni: la stazione di Miseglia Superiore e la stazione di Miseglia Inferiore. Una terza stazione, la stazione di Fantiscritti, era posta a servizio dell'omonima cava.